# Three's the Charm
Three's the Charm (en español: La tercera es la vencida) es el tercer álbum de estudio del músico estadounidense James Lee Stanley. Fue publicado en mayo de 1974 a través del sello discográfico Wooden Nickel.

## Grabación y contenido
El álbum se grabó entre octubre y diciembre de 1973 en Quantum Recording Studio, en Torrance, California. El propio Stanley produjo el álbum y Donny “Magic Ears” Sciarrotta se desempeñó como ingeniero de audio. Three's the Charm contiene un total de 11 canciones. Seis de las pistas fueron escritas por Stanley. Algunos coescritores incluyen a los músicos Milt Chapman («Tale from a Blue Comet»), Scottie Haskell («The Getaway»), y Stephen Bishop («Every Reason», «Star»).

## Recepción de la crítica
Un escritor no especificado de Record World declaró: “Las voces melifluas añaden riqueza a las composiciones predominantemente autoescritas que prevalecen. Las selecciones melódicas llenan los ritmos aquí, lo que lo convierte en un verdadero placer auditivo”. Un escritor no especificado de Billboard escribió: “Una iniciativa ambiciosa para un recién llegado, y los resultados deberían llevarlo a la corriente principal de la escena musical contemporánea. El contenido de las letras y los arreglos son nuevos, al igual que la capacidad de Stanley para interpretar una canción”.

## Rendimiento comercial
La revista Billboard informó en la semana del 25 de mayo de 1974 que Three's the Charm fue una selección en radio FM con emisión en WIOT-FM y WORJ-FM, dos de las principales estaciones progresivas del país. La semana siguiente fue una selección de acción en radio FM en otra estación líder, WVVS-FM.

## Lista de canciones
Todas las canciones escritas y compuestas por James Lee Stanley, excepto donde esta anotado. 
| Lado uno |                                |                         |          |  |
| N.º      | Título                         | Escritor(es)            | Duración |  |
| 1.       | «Windmill»                     |                         | 2:58     |  |
| 2.       | «Eclipse»                      |                         | 3:46     |  |
| 3.       | «Plenty of Reason (for Going)» |                         | 4:39     |  |
| 4.       | «Tale from a Blue Comet»       | Milt Chapman Stanley    | 3:28     |  |
| 5.       | «Growing Panes»                |                         | 3:33     |  |
| 6.       | «The Getaway»                  | Scottie Haskell Stanley | 1:10     |  |

| Lado dos |                              |                        |          |  |
| N.º      | Título                       | Escritor(es)           | Duración |  |
| 1.       | «Caduceus Blues (Cortisone)» |                        | 3:48     |  |
| 2.       | «Every Reason»               | Stephen Bishop Stanley | 3:42     |  |
| 3.       | «The Round Round»            |                        | 3:12     |  |
| 4.       | «Come On In»                 | Jo Mapes               | 3:55     |  |
| 5.       | «Star»                       | Bishop Stanley         | 4:01     |  |

## Créditos y personal
Créditos adaptados desde las notas de álbum de Three's the Charm.
Músicos
- James Lee Stanley – voces, guitarra acústica
- Colin Cameron – bajo eléctrico
- Russell Kunkel – batería, percusión
- Michael Omartian – órgano, piano, vibráfono, clavinet, melódica
- John Barlow Jarvis – piano Rhodes, clavinet, piano
- Larry Carlton – guitarra eléctrica
- Emmett Chapman – Chapman Stick
- Jim Horn – saxofón
- Bill Perkins – saxofón
- Lew McCreary – trombón
- Ollie Mitchell – trompeta
- Bud Brisbois – trompeta
- Sid Sharp – cuerdas

Personal técnico
- James Lee Stanley – productor
- James Lee Golden – productor ejecutivo
- Donny “Magic Ears” Sciarrotta – ingeniero de audio
- Tony Sciarrotta – grabación
- Larry Hanson – grabación
- Jimmie Haskell – arreglos, conductor
- Dr. Young – guitarra acústica hecha a mano
- John Solie – ilustración